# Джурджиць (Крижевці)
Джурджиць (хорв. Đurđic) — населений пункт у Хорватії, у Копривницько-Крижевецькій жупанії у складі міста Крижевці.

## Населення
Населення за даними перепису 2011 року становило 267 осіб.
Динаміка чисельності населення поселення: